# Valea Mare (okręg Marusza)
Valea Mare – wieś w Rumunii, w okręgu Marusza, w gminie Band. W 2011 roku liczyła 229 mieszkańców.